# Berberis pseudoilicifolia
Berberis pseudoilicifolia är en berberisväxtart som beskrevs av Carl Skottsberg. Berberis pseudoilicifolia ingår i släktet berberisar, och familjen berberisväxter. Inga underarter finns listade i Catalogue of Life.